# Anwärter
Anwärter je njemački naslov koji se prevodi kao “kandidat”. U današnjoj Njemačkoj, naslov Anwärter nose oni koji se prijavljuju za posao ili oni koji se još pripravljaju u njemačkom Bundeswehru da bi preuzeli vodstvo.
Tijekom postojanja Trećega Reicha, Anwärter je rabljen kao čin i u NSDAP-u i u SS-u. U Nacionalsocijalističkoj stranci, Anwärter je bio onaj tko je primljen u vladinu službu, a sam čin dijelio se na dva dijela: na stranački i na nestranački. Anwärter je bio najniži čin Nacističke stranke, a iznad ovoga čina bili su činovi Gauleiter i Reichsleiter.
Kao čin SS-a, Anwärter je bio netko tko se prijavio za članstvo u SS i bio je u tijeku probnoga ispita; kada bi jendom ispit bio položen, Anwärter bi bio promaknut kao SS-Mann. Najraniji zapis uporabe naziva Anwärter kao SS-ovog čina je sastavljen 1932.; međutim, naziv je rabljen još 1925. prije nego u SS-u.
U Allgemeine SS-u, prelazak iz Anwärtera u čin Mann bio je opsežan proces, obično bi trajao godinu dana. Tijekom te godine, kandidat za članstvo u SS-u bio bi istraživan i ispitivan; rasno, politički, a bila bi ispitana i njegova povijest. Nakon završenoga ispita, Anwärter bi dobio promaknuće u SS-Manna.
Poslije 1941. Anwärter je bio i činom Waffen SS-a, no rjeđe nego u Allgemeine SS-u. Anwärter Waffen SS-a bio je unovačeni koji nije prošao vojnu obuku, ali je netom prošao ispit da bi ušao u SS. Kada bi prošao osnovnu vojnu obuku, Anwärter bi bio automatski promaknut u SS-Schützea.
Između 1942. i 1945., postojao je i niži čin u SS-u, pod nazivom Bewerber. SS je bio jedina nacistička organizacija koja je imala čin niži od Anwärtera. SS-ov čin Anwärtera nije imao nikakvih obilježja. Nacistička stranka je, međutim, za ovaj čin imala znak orla i svastiku na kolarnoj oznaci čina, ali samo za Anwärtere koji su bili članovi Nacističke stranke.